# Saint-Simon-de-Pellouaille
Saint-Simon-de-Pellouaille ist eine westfranzösische Gemeinde mit 684 Einwohnern (Stand 1. Januar 2022) im Département Charente-Maritime in der Region Nouvelle-Aquitaine.

## Lage
Saint-Simon-de-Pellouaille liegt in der alten Kulturlandschaft der Saintonge, etwa 18 Kilometer (Fahrtstrecke) südwestlich von Saintes, bzw. etwa 14 Kilometer nordwestlich von Pons. Der Hauptort des Gemeindeverbands, Gémozac, liegt etwa sieben Kilometer südlich.

## Bevölkerungsentwicklung
| Jahr      | 1968 | 1975 | 1982 | 1990 | 1999 | 2006 | 2016 |
| Einwohner | 315  | 283  | 308  | 309  | 370  | 462  | 653  |

In der ersten Hälfte des 19. Jahrhunderts lagen die Einwohnerzahlen stets deutlich über 400; danach sorgte die Reblauskrise im Weinbau und die Mechanisierung der Landwirtschaft für einen stetigen Rückgang. Aufgrund der relativen Nähe zu den Städten Saintes und Pons und der vergleichsweise günstigen Miet- und Grundstückspreise ist die Bevölkerungszahl von Saint-Simon in den letzten Jahren wieder leicht angestiegen.

## Wirtschaft
Landwirtschaft und Weinbau bestimmen seit Jahrhunderten das Wirtschaftsleben des Ortes, der daneben auch als Handwerks-, Dienstleistungs- und Handelszentrum für die – mittlerweile weitgehend verschwundenen – Weiler und Einzelgehöfte im Umland fungierte. Die Böden der Gemeinde gehören zum Anbaugebiet der Bons Bois des Weinbaugebietes Cognac, doch wird auf vielen Ackerflächen auch Getreide (Weizen, Mais) angebaut. Seit den 1980er Jahren ist der Tourismus (Vermietung von Ferienwohnungen) als Einnahmequelle hinzugekommen.

## Geschichte
Zur Geschichte von Saint-Simon-de-Pellouaille liegen kaum Informationen vor. Die romanische Kirche lässt jedoch darauf schließen, dass der Ort bereits im Mittelalter existierte. Ob der Ort im Hundertjährigen Krieg (1337–1453) in Mitleidenschaft gezogen wurde, ist nicht überliefert. Auch von Übergriffen und Zerstörungen während der Hugenottenkriege (1562–1598) oder der Französischen Revolution ist nichts bekannt.

## Sehenswürdigkeiten

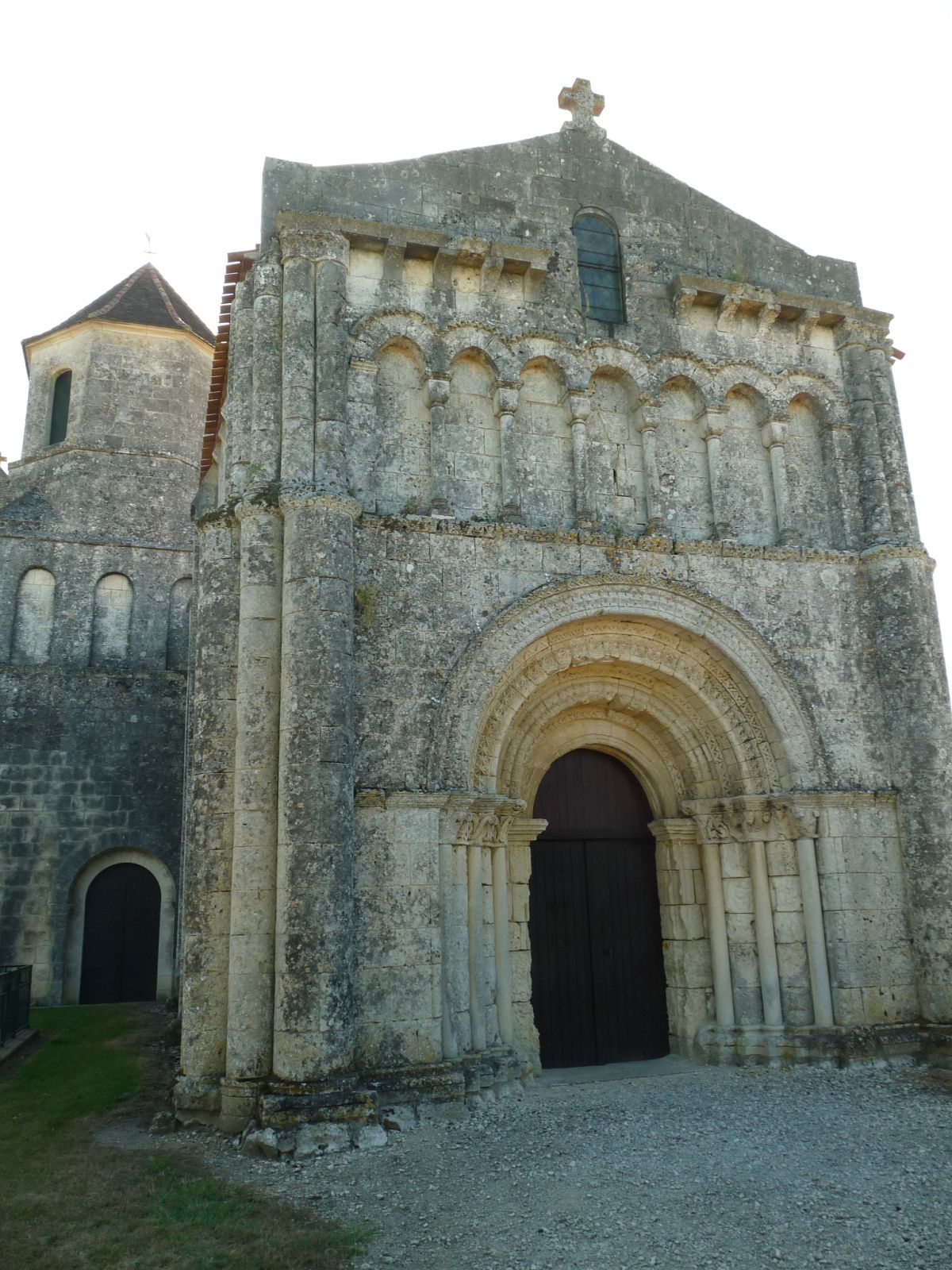
Kirche Saint-Laurent

Die Pfarrkirche Saint-Laurent ist ein Bau des frühen 12. Jahrhunderts mit einem weitgehend schmucklosen, aber architektonisch ausgereiften Archivoltenportal in der Westfassade, die überdies horizontal in drei bzw. vier Ebenen unterteilt ist:
Die untere Ebene mit dem Portal ist durch seitliche Gesimse in Höhe des Bogenansatzes optisch nochmals zweigeteilt, sie wird seitlich von mächtigen Dienstbündeln gerahmt und stabilisiert.
Die mittlere Ebene enthält sieben Arkadenbögen und schließt nach oben mit einem Konsolenfries ab, die seitlichen Dienstbündel sind deutlich schlanker ausgebildet als im Erdgeschoss.
Die dritte Ebene ist das vollkommen ungegliederte und nur von einem Fenster durchbrochene Giebelfeld, seitliche Rahmungen fehlen gänzlich. Die Kirche hat kein ausgeprägtes Querhaus, im Bereich der Vierung wurde jedoch auf der Nordseite ein Turm angefügt, der gleichzeitig als Glockenturm und zur Stabilisierung des Bauwerks dient. Die Außenwände des Langhauses und der Apsis sind durch Strebepfeiler stabilisiert, während die Außenwand der Apsis unter der Dachtraufe in einem Konsolenfries endet. Dies fehlt ein solcher am Langhaus gänzlich. Das einschiffige Langhaus, wie auch die Apsis der Kirche, sind tonnengewölbt und haben Gurtbogenunterzüge, die auf halbrunden Säulenvorlagen aufruhen. Der Kirchenbau ist seit 1923 als Monument historique anerkannt.